# 秋田県道313号雪沢十和田毛馬内線
秋田県道313号雪沢十和田毛馬内線（あきたけんどう313ごう ゆきさわとわだけまないせん）は、秋田県大館市から鹿角市に至る一般県道である。

## 概要
大館市雪沢で秋田県道2号大館十和田湖線から分岐し、山間部をぬうように通り、小坂川を渡って東北自動車道の十和田IC北1キロメートル付近を立体交差したのち、鹿角市十和田毛馬内字毛馬内で国道282号に合流する。
大館市雪沢の起点から山間部の区間はセンターラインのない区間が続く。
なお、8月21日から23日は、終点付近で毛馬内の盆踊が開催され、祭り期間中は車両通行止めとなる。

### 路線データ
- 総延長：9.571 km[2]
- 実延長 : 9.571 km[2]
- 起点 : 秋田県大館市雪沢字水沢谷地2番2（秋田県道2号大館十和田湖線交点）[3]北緯40度16分59.42秒 東経140度41分9.35秒
- 終点 : 秋田県鹿角市十和田毛馬内字毛馬内2番（国道282号交点）[3]北緯40度16分19.2秒 東経140度46分7.03秒
- 未供用区間 : なし[2]

## 歴史
- 1995年（平成7年）4月1日 - 秋田県道に認定される[3]。

## 路線状況

### 冬季閉鎖区間
- 区間 : 大館市赤沢 - 鹿角市十和田瀬田石字外ノ沢[4]
  - 期日 : 11月中旬 - 翌年4月下旬[5]

### 交通不能区間
- なし[6]

## 地理

### 通過する自治体
- 大館市 - 鹿角市

### 交差する道路
| 施設名 | 接続路線名                | 備考 | 所在地               |
| ------ | ------------------------- | ---- | -------------------- |
|        | 秋田県道2号大館十和田湖線 | 起点 | 大館市雪沢字水沢谷地 |
|        | 国道282号                 | 終点 | 鹿角市十和田毛馬内   |

### 沿線の施設など
- 松森
- 秋田銀行毛馬内支店
- 十和田タクシー